# مدرسة الفاخورة
مدرسة الفاخورة هي مدرسة تابعة لمنظمة غوث وتشغيل اللاجئين الفلسطينيين الأونروا تقع في قطاع غزة في مخيم جباليا.
اشتهرت هذه المدرسة بعد ارتكاب مجزرة فيها من قبل القوات الإسرائيلية خلال الهجوم على قطاع غزة (ديسمبر 2008 - يناير 2009)، راح ضحية هذه المجزرة 43 شهيد كانوا لاجئين في هذه المدرسة.